# Wiesen am Layenhof - Ober-Olmer Wald
 (janvier 2023).
La mise en forme du texte ne suit pas les recommandations de Wikipédia : il faut le « wikifier ».
Les points d'amélioration suivants sont les cas les plus fréquents. Le détail des points à revoir est peut-être précisé sur la page de discussion.
- Les titres sont pré-formatés par le logiciel. Ils ne sont ni en capitales, ni en gras.
- Le texte ne doit pas être écrit en capitales (les noms de famille non plus), ni en gras, ni en italique, ni en « petit »…
- Le gras n'est utilisé que pour surligner le titre de l'article dans l'introduction, une seule fois.
- L'italique est rarement utilisé : mots en langue étrangère, titres d'œuvres, noms de bateaux, etc.
- Les citations ne sont pas en italique mais en corps de texte normal. Elles sont entourées par des guillemets français : « et ».
- Les listes à puces sont à éviter, des paragraphes rédigés étant largement préférés. Les tableaux sont à réserver à la présentation de données structurées (résultats, etc.).
- Les appels de note de bas de page (petits chiffres en exposant, introduits par l'outil «  Source ») sont à placer entre la fin de phrase et le point final[comme ça].
- Les liens internes (vers d'autres articles de Wikipédia) sont à choisir avec parcimonie. Créez des liens vers des articles approfondissant le sujet. Les termes génériques sans rapport avec le sujet sont à éviter, ainsi que les répétitions de liens vers un même terme.
- Les liens externes sont à placer uniquement dans une section « Liens externes », à la fin de l'article. Ces liens sont à choisir avec parcimonie suivant les règles définies. Si un lien sert de source à l'article, son insertion dans le texte est à faire par les notes de bas de page.
- La présentation des références doit suivre les conventions bibliographiques. Il est recommandé d'utiliser les modèles {{Ouvrage}}, {{Chapitre}}, {{Article}}, {{Lien web}} et/ou {{Bibliographie}}. Le mode d'édition visuel peut mettre en forme automatiquement les références.
- Insérer une infobox (cadre d'informations à droite) n'est pas obligatoire pour parachever la mise en page.

Pour une aide détaillée, merci de consulter Aide:Wikification.
Si vous pensez que ces points ont été résolus, vous pouvez retirer ce bandeau et améliorer la mise en forme d'un autre article.
 (décembre 2022).
Wiesen am Layenhof - Ober-Olmer Wald est une réserve naturelle de Rhénanie-Palatinat d'une superficie de 533 ha, située dans la ville de Mayence et dans le district de Mayence-Bingen. Il comprend des parties du district de Finthen, d'Ingelheim am Rhein et des parties d'Essenheim et d'Ober-Olm. La réserve naturelle comprend les zones boisées de l'Ober-Olmer Wald, y compris ses clairières et ses mares, ainsi que les prairies sèches et demi-sèches du Mainz-Layenhof. En 2017, il a été désigné réserve naturelle par la Direction Structure et Agrément Sud (SGD Sud (de)).

## But de la protection
La nouvelle réserve naturelle offre des espèces animales et végétales menacées un habitat non perturbé, telles que le pic vert, le milan noir et le murin de Bechstein, a expliqué le ministre de l'Environnement de Rhénanie-Palatinat de l'époque, Ulrike Höfken, lors de l'inauguration de la réserve naturelle. En particulier, les prairies accidentées typiques de l'emplacement ou les vergers ainsi que les forêts de feuillus locales sont des refuges idéaux pour environ 110 espèces de carabes et environ 280 de papillons contribuant ainsi à la préservation de la biodiversité.
Dans la zone des Wiesen am Layenhof, le SGD Sud voit particulièrement l'objectif de protection dans la préservation, le développement et la restauration des prairies rugueuses, demi-sèches, agrostide, sèches de silicate et des pelouses de maigres pâturages. La protection a également pour but la préservation et le développement des bosquets adjacents, des haies d'arbres, des buissons et des structures ligneuses. Avec ces actions on veut protéger ou réanimer d'habitat et de lieu pour des plantes et des animaux sauvages typiques et rares et en voie de disparition ainsi que leurs communautés.
Dans la zone de la Ober-Olmer Wald, qui est également une Zone-Natura-2000, le but de la protection est la préservation et la restauration de la forêt locale de feuillus, une petite pelouse riche en espèces, des prairies fauchées et maigres ainsi que des bruyères et de petites espaces d'eau. L'objectif de protection envisage également la préservation ou la restauration d'un état de conservation favorable pour l'habitat de type « pelouse sèche » riche en orchidées et en pelouses de nattes ainsi qu'avec des landes sèches, des prairies de fauche de plaine et une forêt de hêtres. Dans la zone de reboisement à l'ouest de la forêt de la Ober-Olmer Wald, l'accent est mis sur le développement et la restauration de la forêt de feuillus locale. Tous les emplacements servent à préserver des espèces végétales sauvages en voie de disparition ainsi que des espèces animales sauvages rares ou en voie de disparition telles que le lucanus cervus et le murin de Bechstein.

## Particularités
Dans la zone protégée se trouve aussi l'Aéroport de Mainz-Finthen, dont la « bonne utilisation » doit être garantie. Les règles de protection ne s'appliquent pas aux zones actuellement utilisées par les militaires ; ils n'entrent en vigueur que lorsque l'utilisation militaire cesse. Une partie de la zone protégée est actuellement utilisée par les forces armées américaines comme terrain d'entraînement Mayence-Finthen.

## Galerie de photos

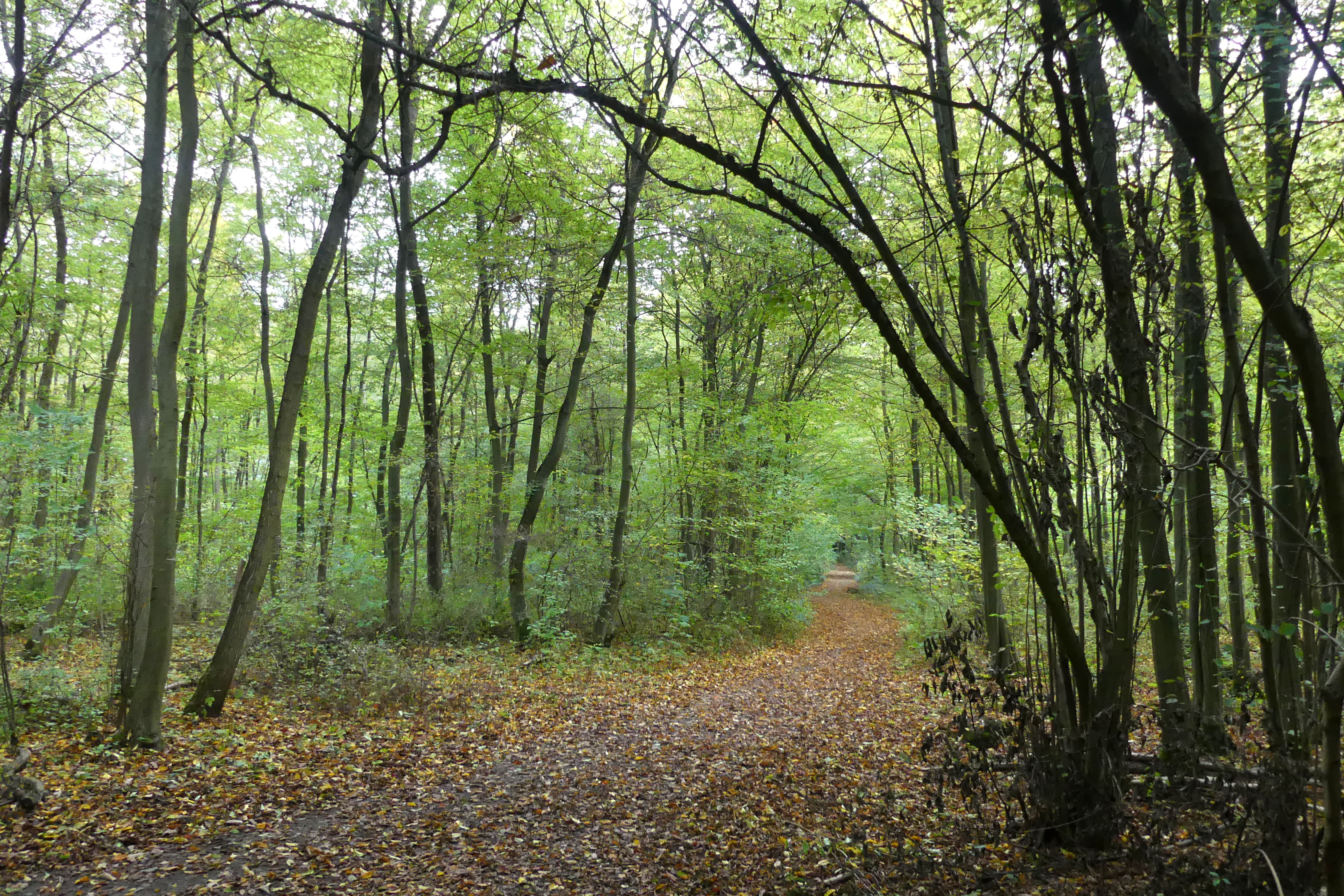
Le réseau de sentiers de l'Ober-Olmer Wald s'étend sur 25 km - il y existe des zones spécialement protégées pour les animaux et les plantes.
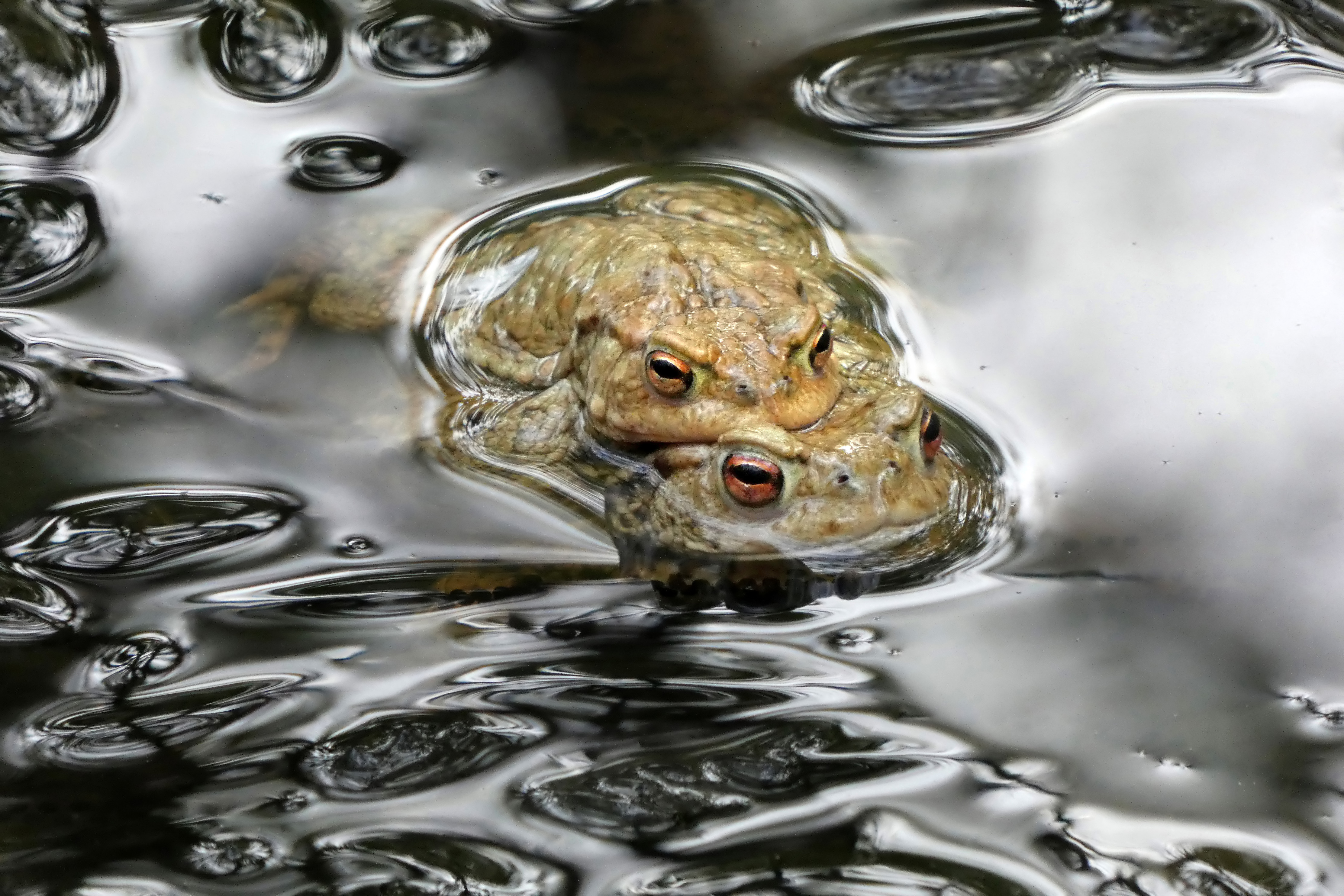
De nombreux petits étangs sont un paradis pour les amphibiens.
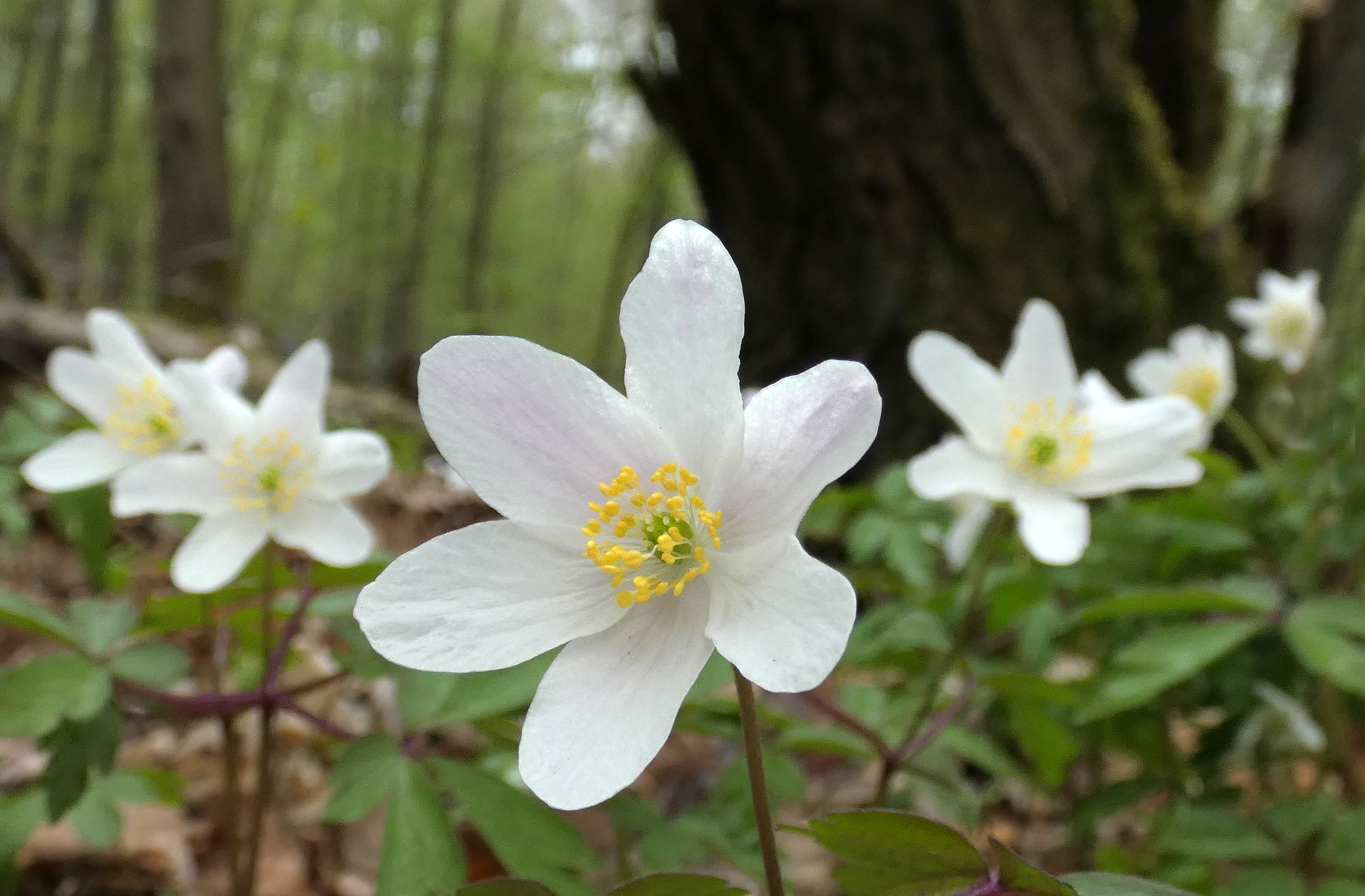
L'anémone est au printemps typique dans ces zones forestières.
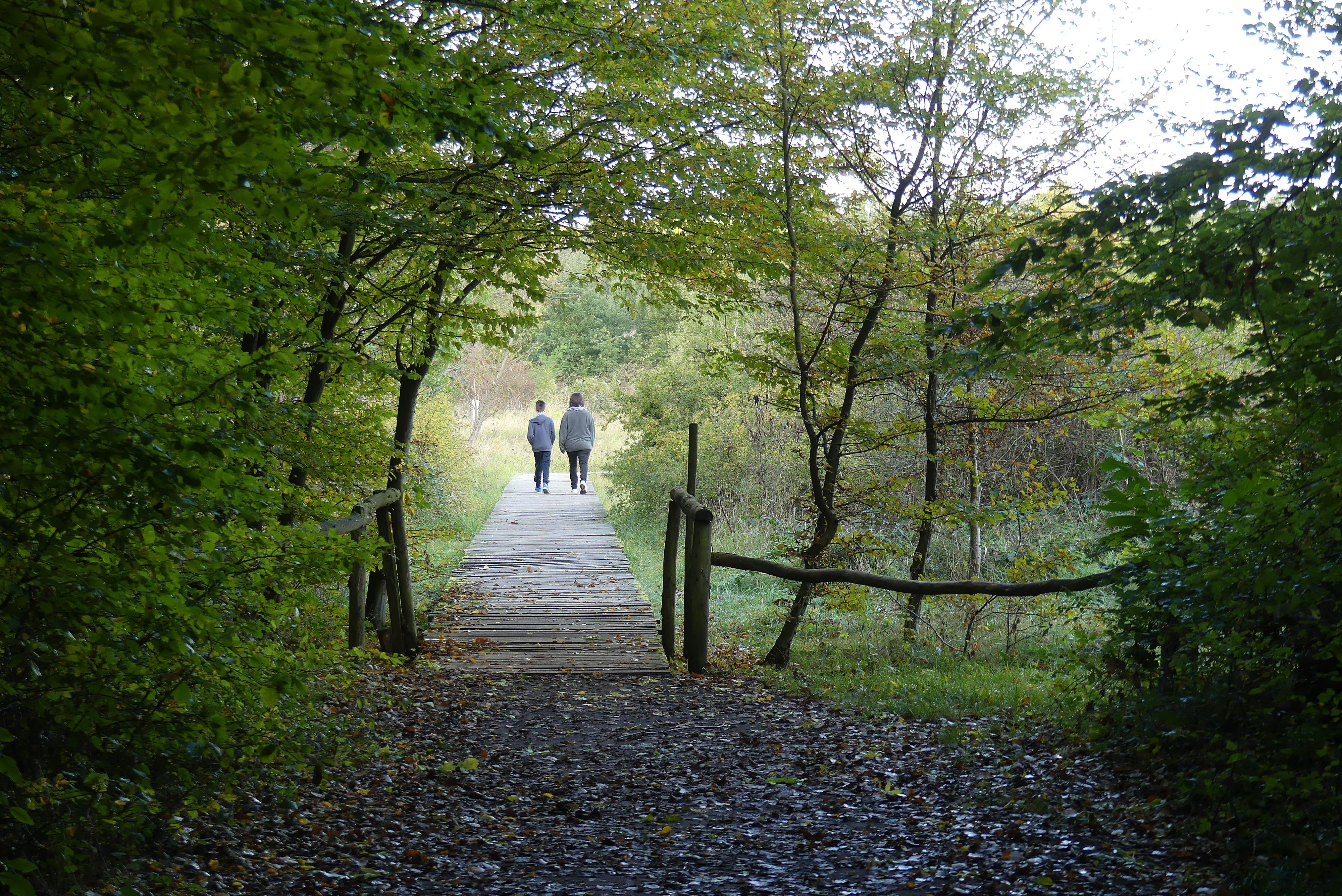
Transition de la forêt à l'espace ouvert.
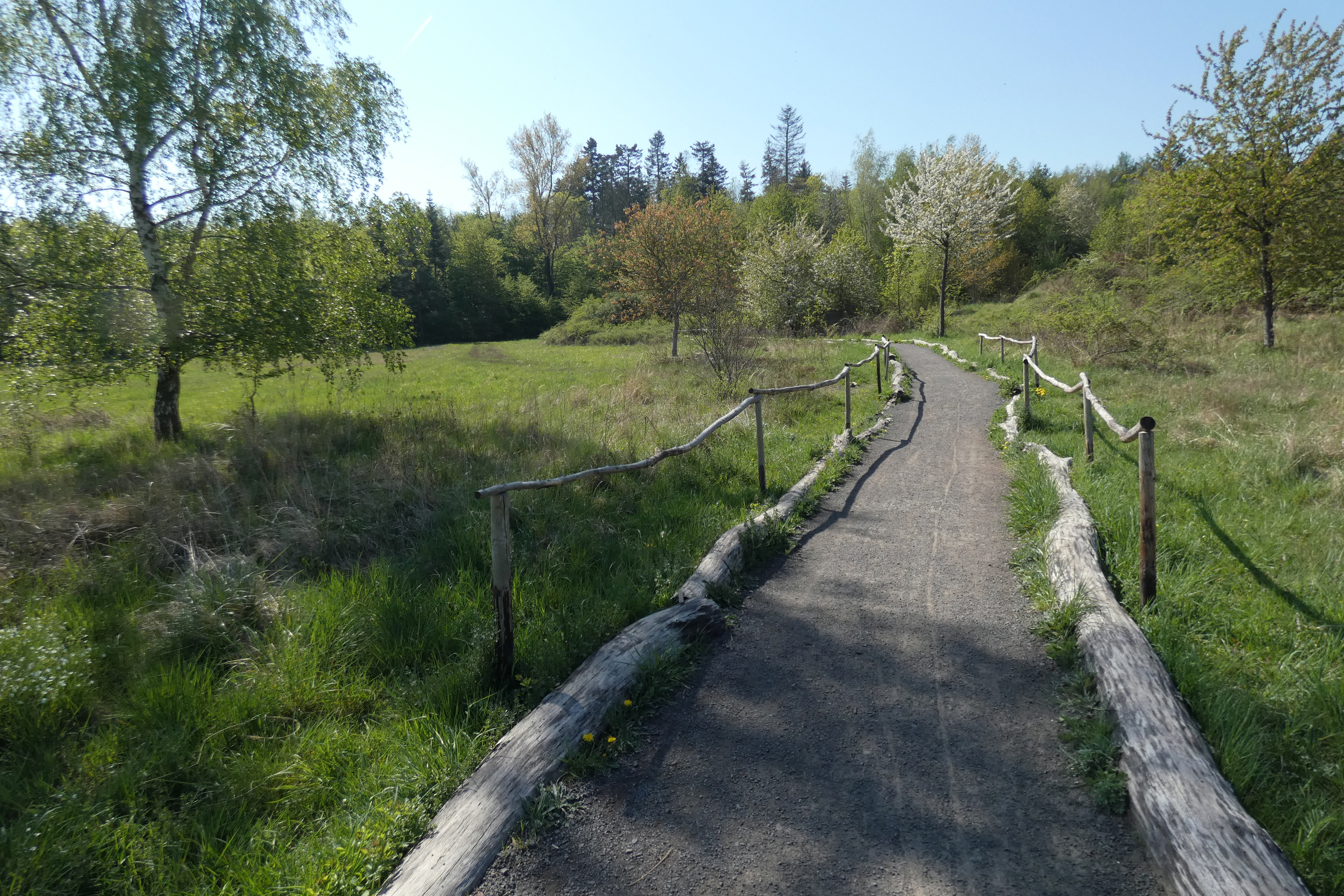
Le mélange de différents types de paysages caractérise l'aire protégée.
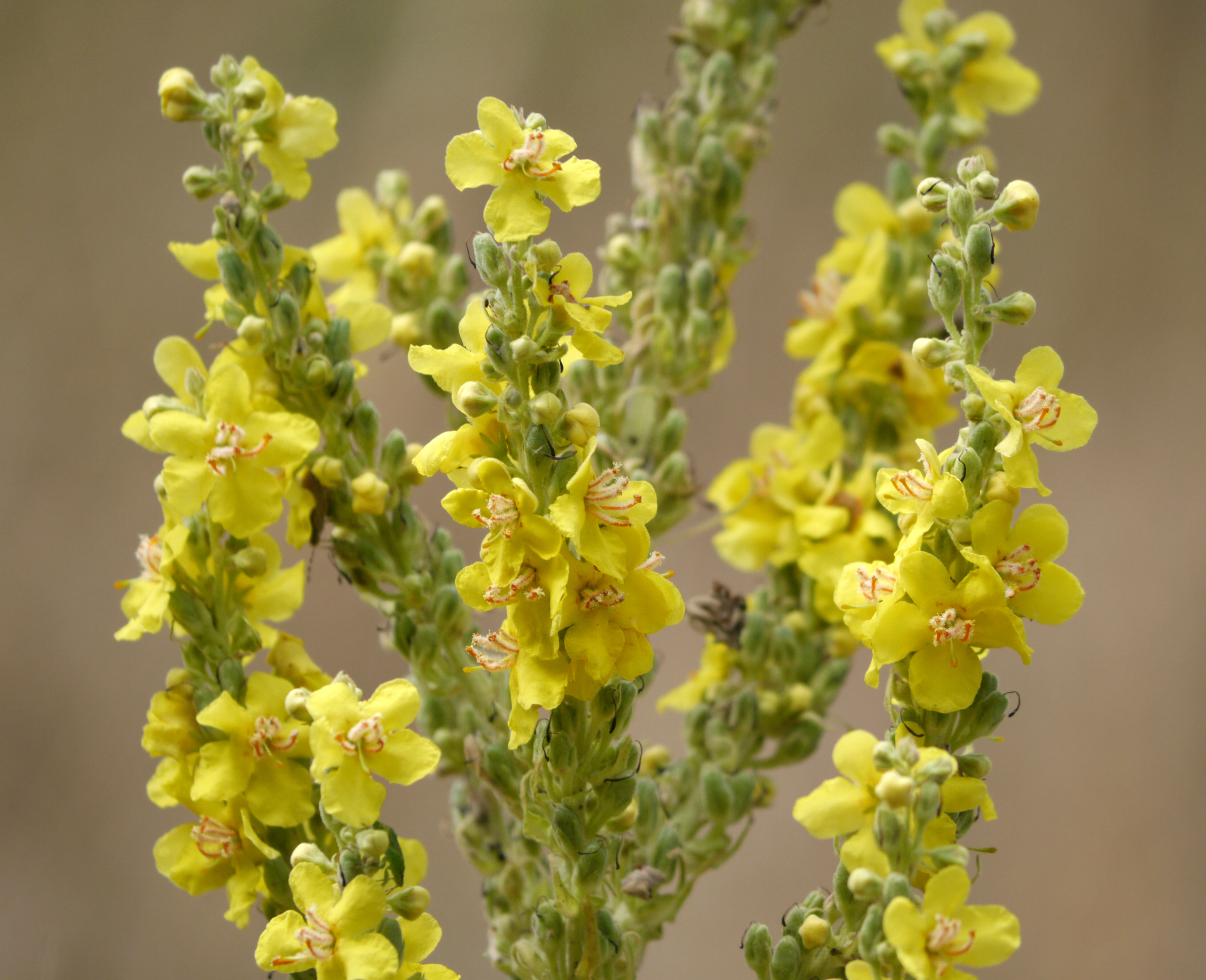
La molène noire, une des nombreuses espèces végétales de la région.
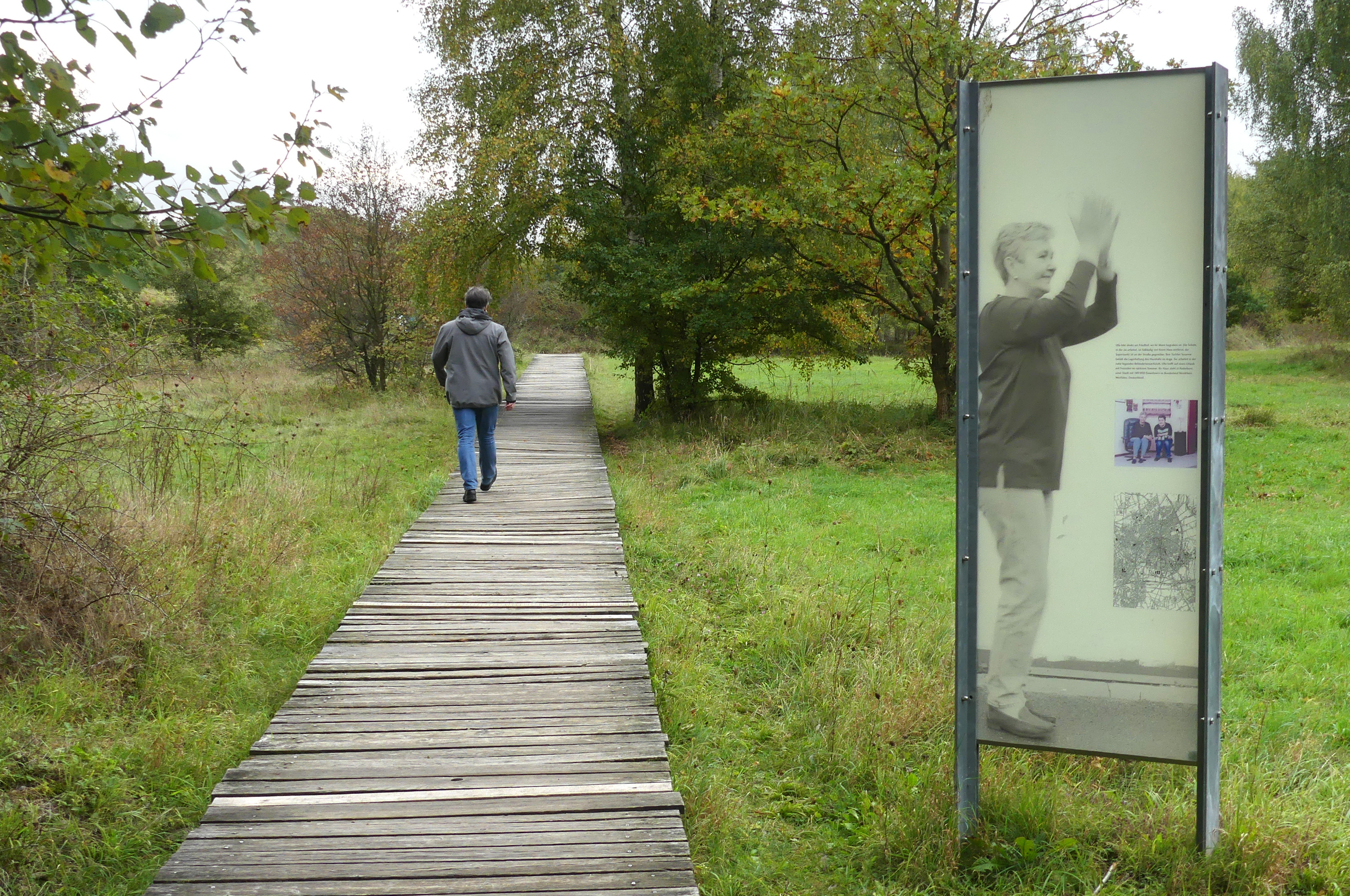
Stèles d'art destinées à commémorer l'histoire militaire du site, qui abritait autrefois une station de missiles.
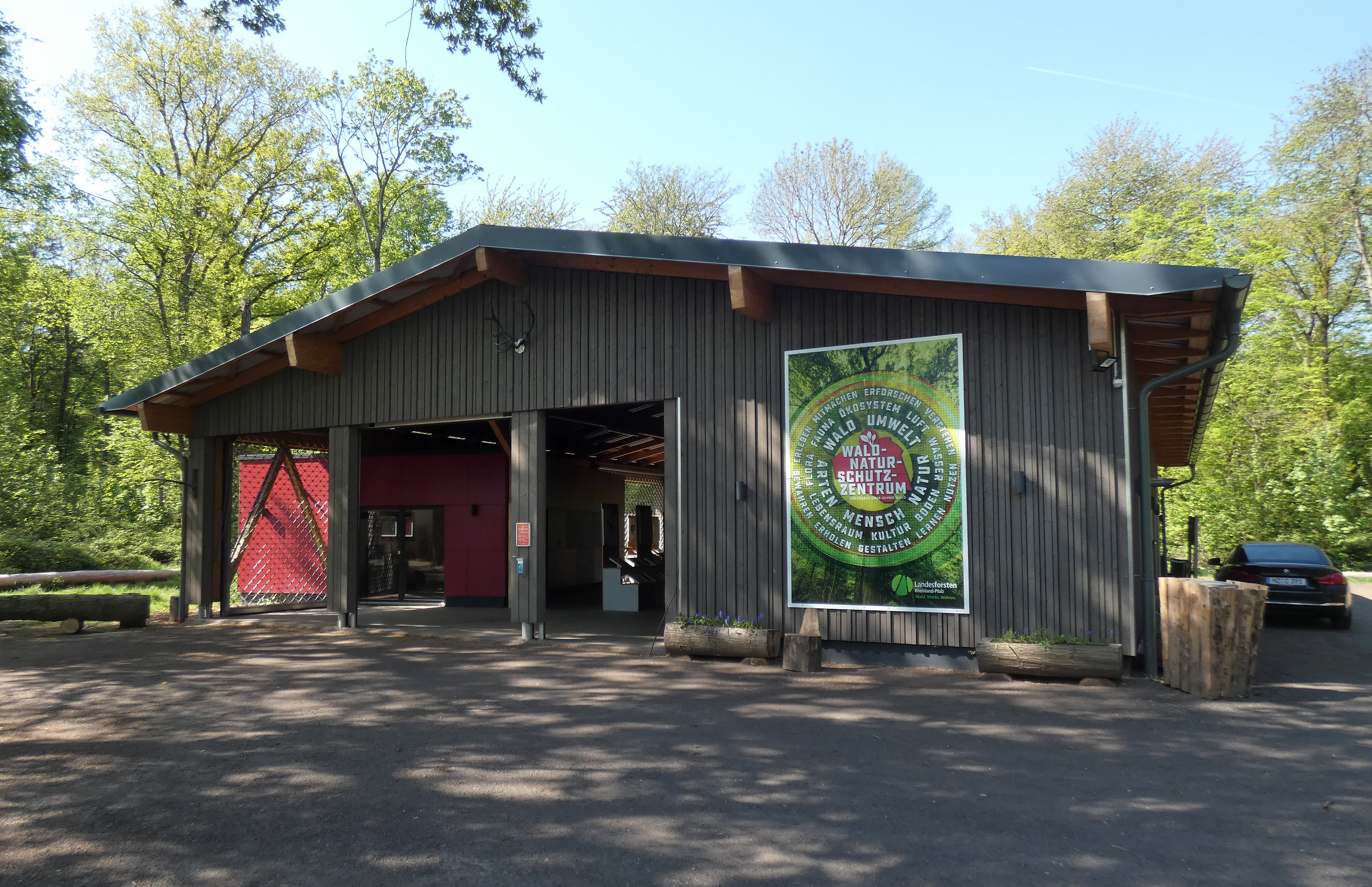
Le Centre de conservation de la nature forestière, qui a ouvert ses portes en 2021 et qui offre régulièrement des expositions.
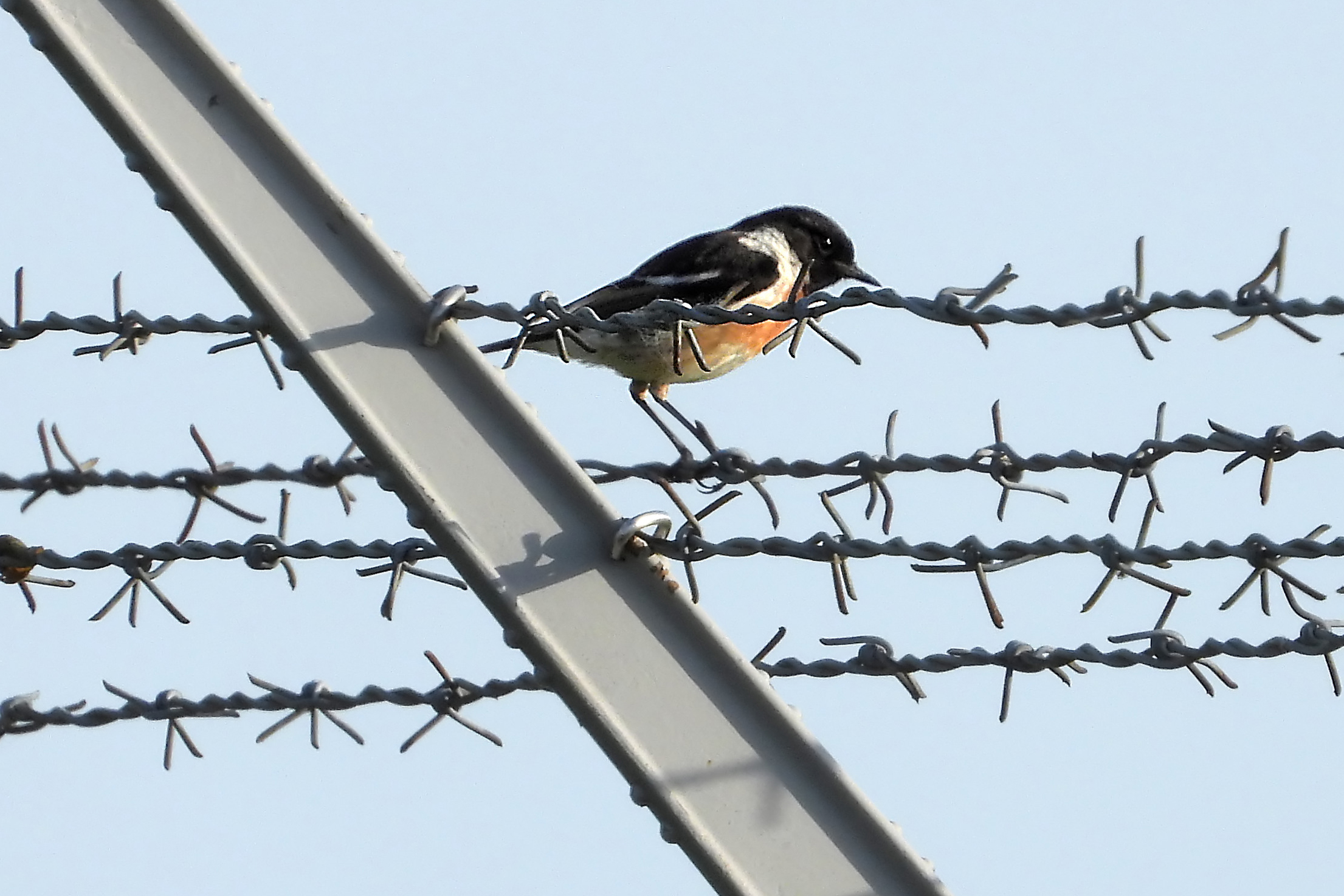
L'aérodrome de Finthen dans la réserve naturelle est entouré d'une clôture qui protège également les oiseaux : un Saxicola rubicola.
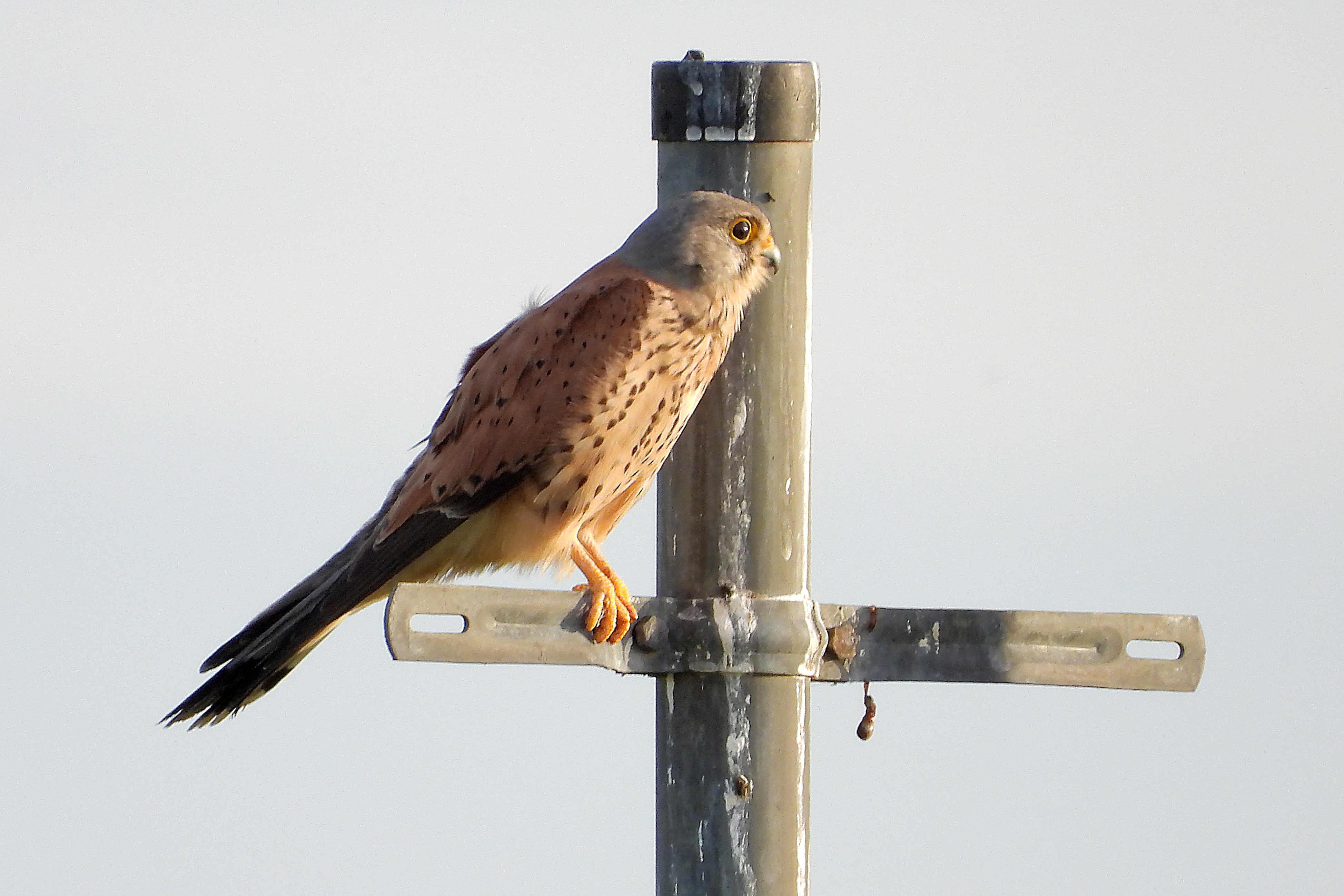
Un vieux poteau métallique sur la clôture comme perchoir pour une faucon crécerelle.
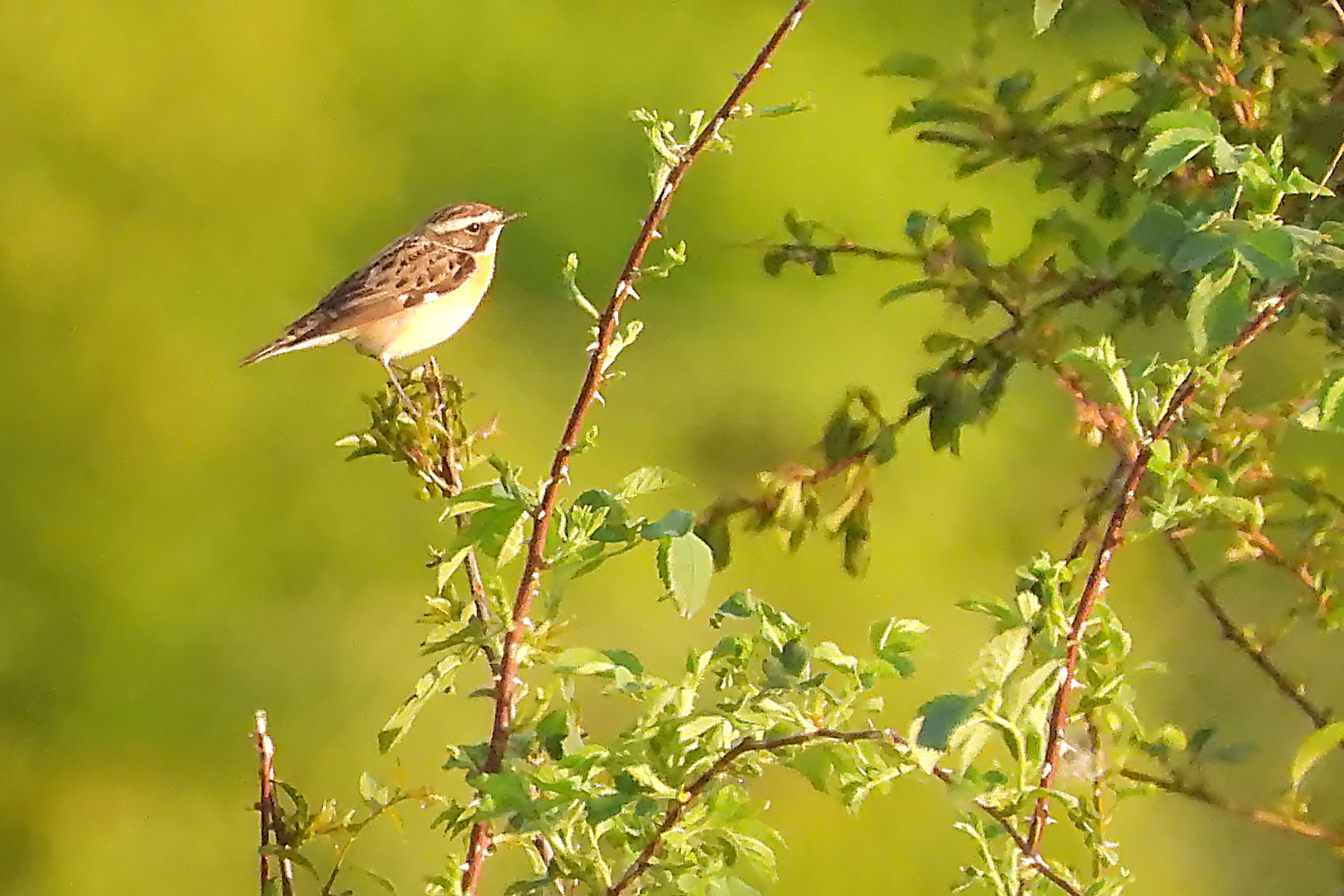
Le rare Tarier des prés vit aussi sur le site de l'aérodrome.
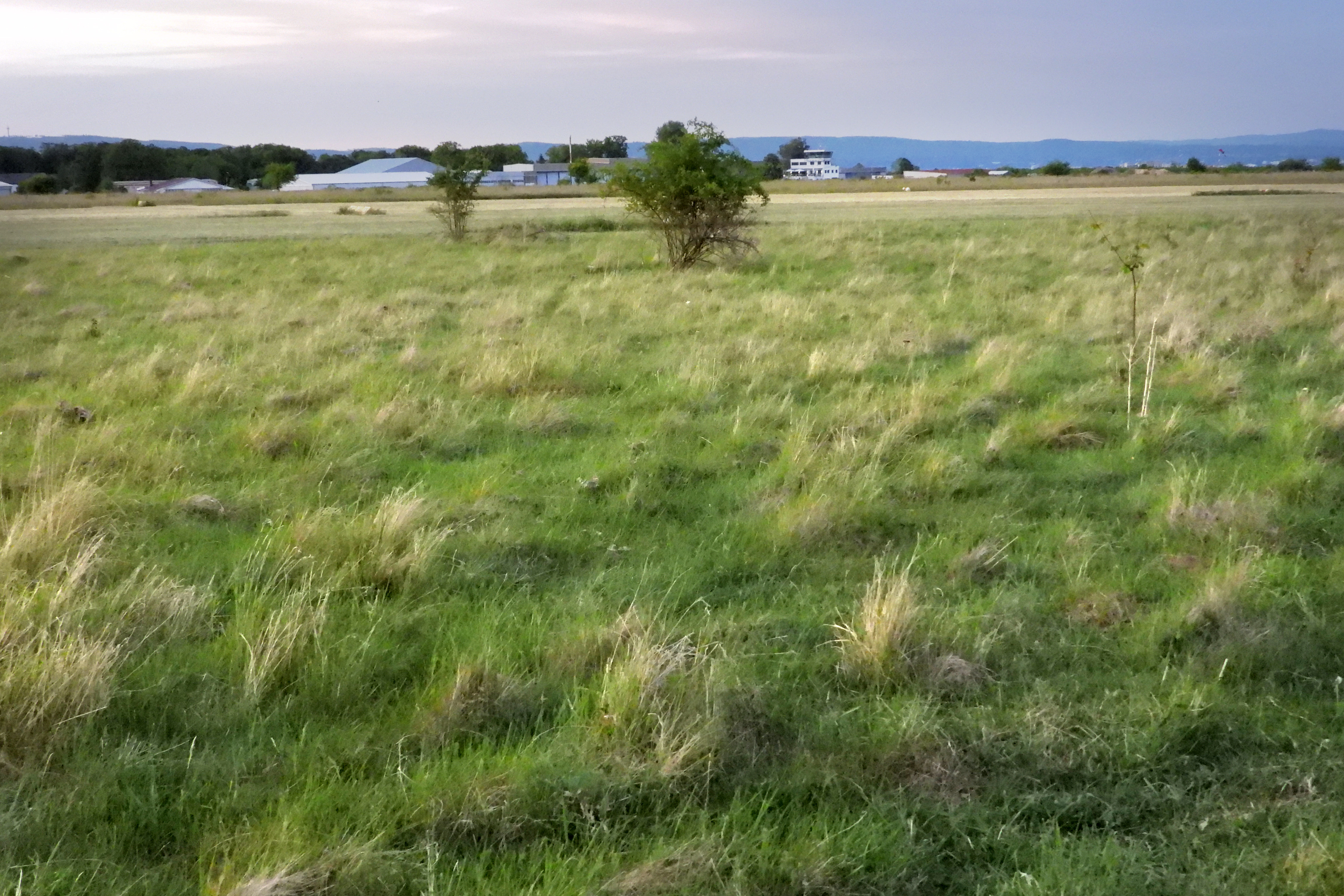
De vastes prairies particulièrement dignes de protection appartiennent à l'aérodrome de Finthen.

## Littérature
- Hans-Helmut Ludewig: Zur Laufkäferfauna des Flugplatzgeländes am Layenhof bei Mainz-Finthen. Dans : Naturhistorisches Museum und Rheinische Naturforschende Gesellschaft (éd.): Mainzer Naturwissenschaftliches Archiv, volume 54, Mayence 2017, pages 229-239